# Los Algodones
Los Algodones är en ort i Mexiko.   Den ligger i kommunen Mexicali och delstaten Baja California, i den nordvästra delen av landet, 2 100 km nordväst om huvudstaden Mexico City. Los Algodones ligger 36 meter över havet och antalet invånare är 4 874.
Terrängen runt Los Algodones är platt. Runt Los Algodones är det tätbefolkat, med 550 invånare per kvadratkilometer. Los Algodones är det största samhället i trakten. Trakten runt Los Algodones består till största delen av jordbruksmark.